# بخش مرکزی شهرستان الیگودرز
بخش مرکزی شهرستان الیگودرز یکی از بخش‌های شهرستان الیگودرز در استان لرستان ایران است. این بخش دارای دهستانهای زیر است:
- - دهستان پاچه‌لک شرقی
  - دهستان خمه‌فرسش

دهستان‌های بربرود شرقی و بربرود غربی در سال ۱۳۹۱ از این بخش جدا شده و خود بخش شدند

## جمعیت
بنابر سرشماری مرکز آمار ایران، جمعیت بخش مرکزی شهرستان الیگودرز در سال ۱۳۸۵ برابر با ۱۱۵٫۱۳۶ نفر بوده است که از این میان ۵۸۴۵۳ نفر مرد و بقیه زن بوده‌اند. این بخش ۲۵۰۴۶ خانوار دارد.